# Ленсоветовский
Ленсове́товский — территориальная зона, расположенная в Пушкинском районе Санкт-Петербурга, у пересечения Московского шоссе и реки Кузьминки. Административно подчинена муниципальному образованию Шушары. Граничит с посёлками Петро-Славянка, Шушары и Московская Славянка.

## История
В XVIII—XX веке на территории Ленсоветовского располагалось финское поселение — деревня Шушары.
В 1930 году от совхоза-гиганта «Южный массив» отделилось подсобное хозяйство фабрики «Скороход», которое чуть позже было преобразовано в совхоз «Ударник». В 1950 совхоз «Московская Славянка» объединился с «Ударником».
В 1958 к совхозу «Ударник» перешли земли подсобного хозяйства «Волковское», находившегося по соседству. С 1968 году совхоз носит имя «Ленсоветовский».
В 1992 совхоз был преобразован в АОЗТ «Ленсоветовское», а в 2002 году в ЗАО «Ленсоветовское». ЗАО прекратило работу.

## Инфраструктура
В Ленсоветовском есть аптеки, почта и продуктовые магазины, школа № 460, детский сад и ясли, также функционируют несколько спортивных секций.
29 марта 2021 была построена и сдана в эксплуатацию школа на 1550 мест.

## Фото

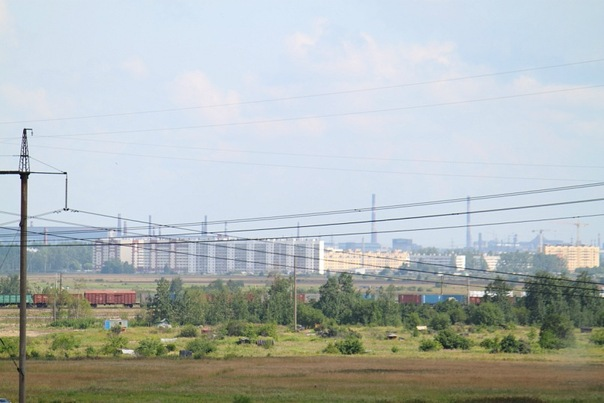
Ленсоветовский (вид с Пулковских высот)
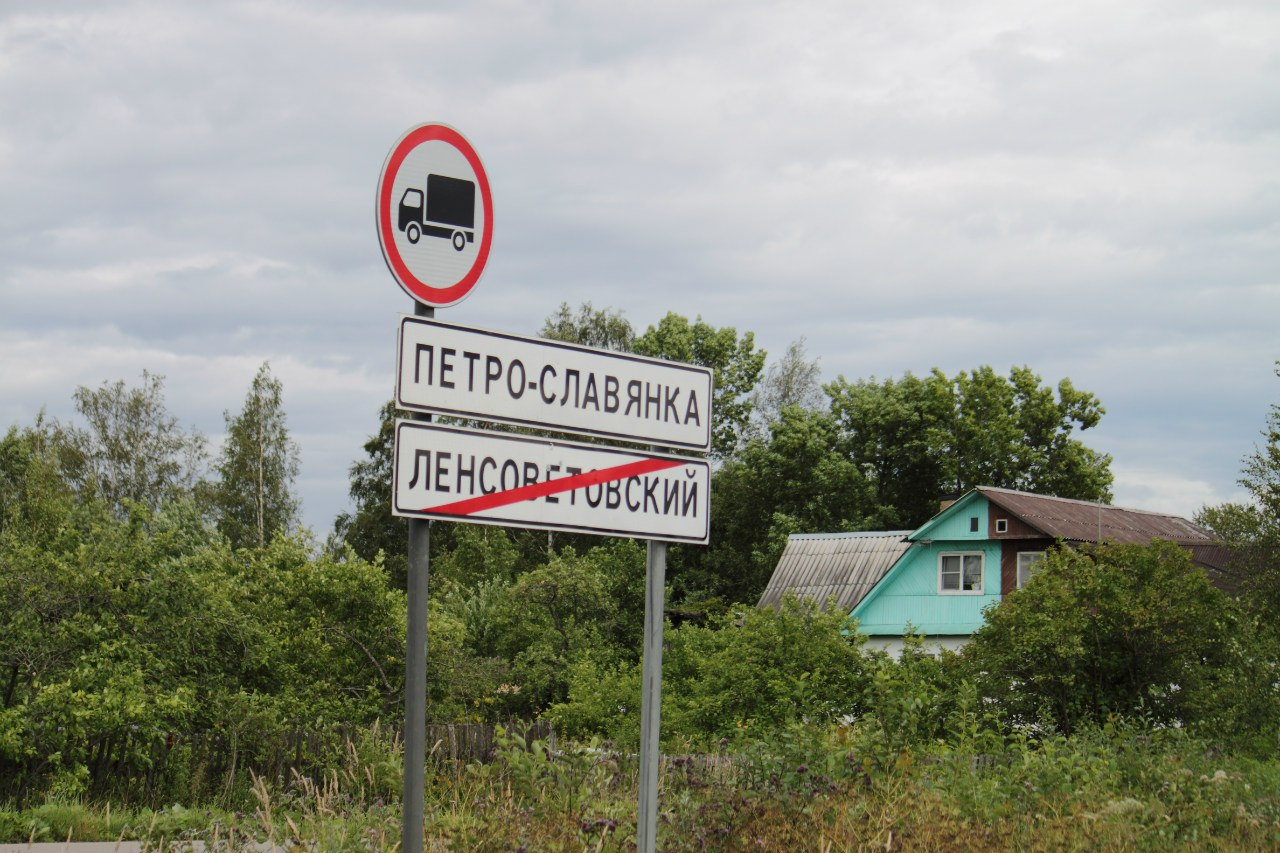
Граница населённых пунктов Ленсоветовский и Петро-Славянка